# Bulle, Doubs
Bulle là một xã trong vùng hành chính Franche-Comté, thuộc tỉnh Doubs, quận Pontarlier, tổng Levier. Tọa độ địa lý của xã là 46° 53' vĩ độ bắc, 06° 13' kinh độ đông. Bulle nằm trên độ cao trung bình là 825 mét trên mặt nước biển, có điểm thấp nhất là 810 mét và điểm cao nhất là 876 mét. Xã có diện tích 14.03 km², dân số vào thời điểm 1999 là 331 người; mật độ dân số là 24 người/km².

## Thông tin nhân khẩu
| 1962 | 1968 | 1975 | 1982 | 1990 | 1999 |
| ---- | ---- | ---- | ---- | ---- | ---- |
| 252  | 253  | 232  | 286  | 320  | 331  |

## Địa điểm tham quan
Nhà thờ Saint-André được xây vào khoảng năm 1750, cải tạo năm 1838 và được tu bổ lần cuối vào năm 1994.